# Adenozilkobinamid kinaza
Adenozilkobinamid kinaza (EC 2.7.1.156, CobU, adenozilkobinamidna kinaza/adenozilkobinamid-fosfat guanililtransferaza, AdoCbi kinaza/AdoCbi-fosfat guanililtransferaza) je enzim sa sistematskim imenom RTP:adenozilkobinamid fosfotransferaza. Ovaj enzim katalizuje sledeću hemijsku reakciju
RTP + adenozilcobinamid {\displaystyle \rightleftharpoons } adenozilkobinamid fosfat + RDP [gde je RTP bilo ATP ili GTP
Kod Salmonella typhimurium LT2, pod anaerobnim uslovima, CobU (EC 2.7.7.62 i EC 2.7.1.156), CobT (EC 2.4.2.21), CobC (EC 3.1.3.73) i CobS (EC 2.7.8.26) katalizuju reakcije u nukleotidnom sintetičkom put, kojim se konvertuje adenozilkobinamid (AdoCbi) u adenozilkobalamin (AdoCbl).

## Literatura
- Nicholas C. Price; Lewis Stevens (1999). Fundamentals of Enzymology: The Cell and Molecular Biology of Catalytic Proteins (Third изд.). USA: Oxford University Press. ISBN 019850229X.
- Eric J. Toone (2006). Advances in Enzymology and Related Areas of Molecular Biology, Protein Evolution (Volume 75 изд.). Wiley-Interscience. ISBN 0471205036.
- Branden C; Tooze J. Introduction to Protein Structure. New York, NY: Garland Publishing. ISBN 0-8153-2305-0.
- Irwin H. Segel. Enzyme Kinetics: Behavior and Analysis of Rapid Equilibrium and Steady-State Enzyme Systems (Book 44 изд.). Wiley Classics Library. ISBN 0471303097.
- William P. Jencks (1987). Catalysis in Chemistry and Enzymology. Dover Publications. ISBN 0486654605.

## Spoljašnje veze
- Adenosylcobinamide+kinase на 